# ニール・アームストロング・オペレーション・アンド・チェックアウト・ビルディング
ニール・アームストロング・オペレーション・アンド・チェックアウト・ビルディング（にーる・あーむすとろんぐ・おぺれーしょん・あんど・ちぇっくあうと・びるでぃんぐ、英語: Neil Armstrong Operations and Checkout Building (O&C)） (以前は有人宇宙船・オペレーション・ビルディングとして知られていた) は、米国フロリダ州メリット島にある歴史的な建物。この5階建ての施設には、NASAケネディ宇宙センターの工業地帯にあり、宇宙飛行士のための乗組員寮や、飛行前のスーツアップの準備が含まれている。もう1つの施設は、有人宇宙船の製造および検査作業に使用される大規模な宇宙船作業所。 2000年1月21日、アメリカ合衆国国家歴史登録財に追加されている。

## アポロ計画
ジェミニとアポロの時代に宇宙船製造工程を処理するために1964年に最初に建てられたときは、有人宇宙船・オペレーション・ビルディングとして知られていた。シャトル計画中にオペレーション・アンド・チェックアウト・ビルディングと改名され、非公式には O&Cとして知られている。

### 高度試験室

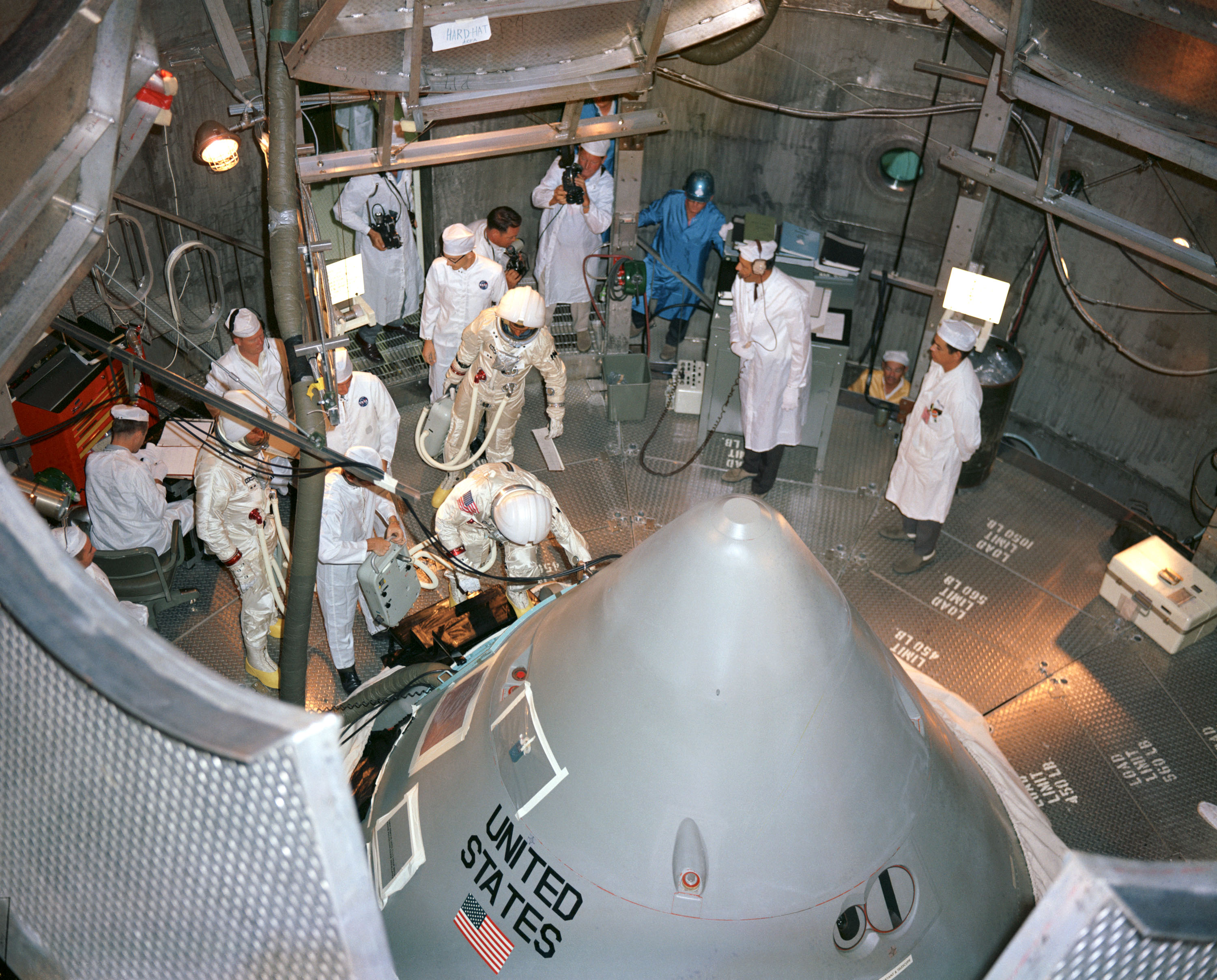
1966年10月18日、アポロ 1 号の乗組員、ガス・グリソム、エド・ホワイト、ロジャー・チャフィーは、O&C高度室でのテストのために宇宙船に乗り込む。

1965年に、アポロ司令・機械船とアポロ月着陸船の両方の環境および生命維持システムを最大 250,000 フィート (76 km) のシミュレートされた高度でテストするために、一対の高度室がハイベイに設置された。
各室の高さは58フィート (18 m)(明確な作業高は28フィート(8.5m))および内径33フィート (10 m) 、1時間で最高高度 (最低気圧) に到達することができた。これらは、1966年10月の不運なアポロ1号から1975年7月のアポロ・ソユーズ テスト計画に至るまで、すべての有人ミッションの主要クルーおよびバックアップクルーによって使用された。

## アポロ後の使用
1980年代から90年代にかけて、O&Cビルはスペースシャトルに搭乗する前にスペースラブの科学モジュールを収容しテストするために使用されている。
1990年代後半から2000年代にかけて、国際宇宙ステーションのいくつかのモジュールとトラスが建物内でチェックされた。
2007年1月30日、NASAはコンステレーション計画で使用するビルのハイベイの移行を記念する式典を開催した。この建物は、オリオンの乗組員探査機の最終組み立て施設として用いられる 。移行の準備として、フロリダ州は、施設から約50ショートトン (45 t)の鋼製スタンド、構造物、および設備を撤去するための資金を提供した。2007年6月から2009年1月にかけて総額5,500 万ドルにのぼる改修が行われ、その時点でロッキード・マーティンがオリオン生産施設の運営者となった。アルテミス1号用のオリオン宇宙船は、打ち上げ作業に渡される前に、この場所で組み立てを完了する。
この建物は、アポロ11号 (2014年) の45周年記念式典で、ニール・ アームストロング・オペレーション・アンド・チェックアウト・ビルディングに改名された。

## ギャラリー

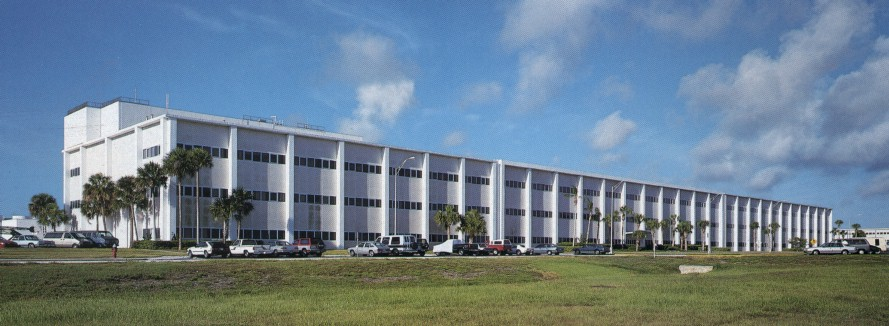
O&Cの外観（1984年）
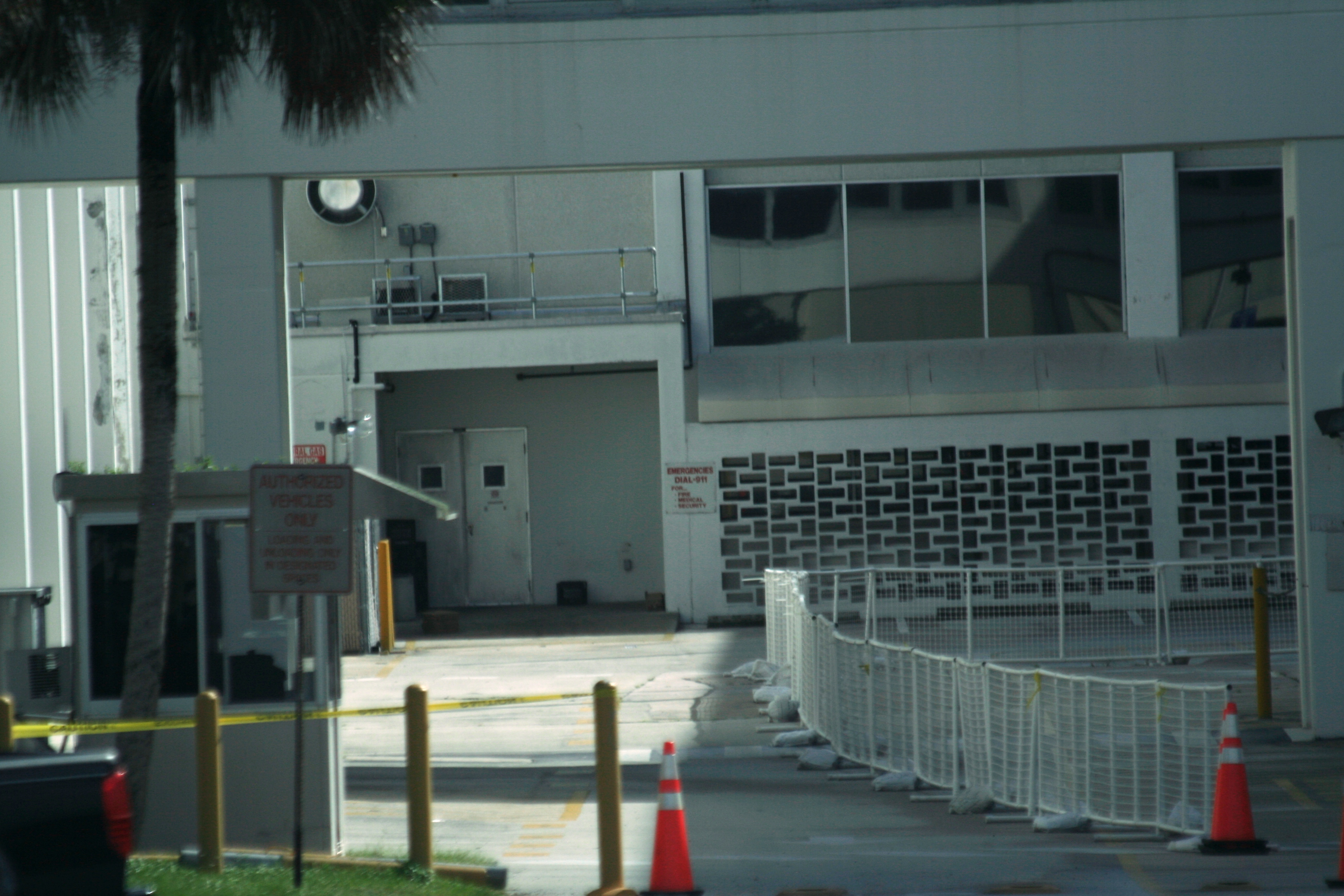
O&Cのコネクタからドアを出る。後方の建物の隣接する北壁にある近くの出入口は、宇宙飛行士がアストロバンに乗って第39発射施設に移動する場所。
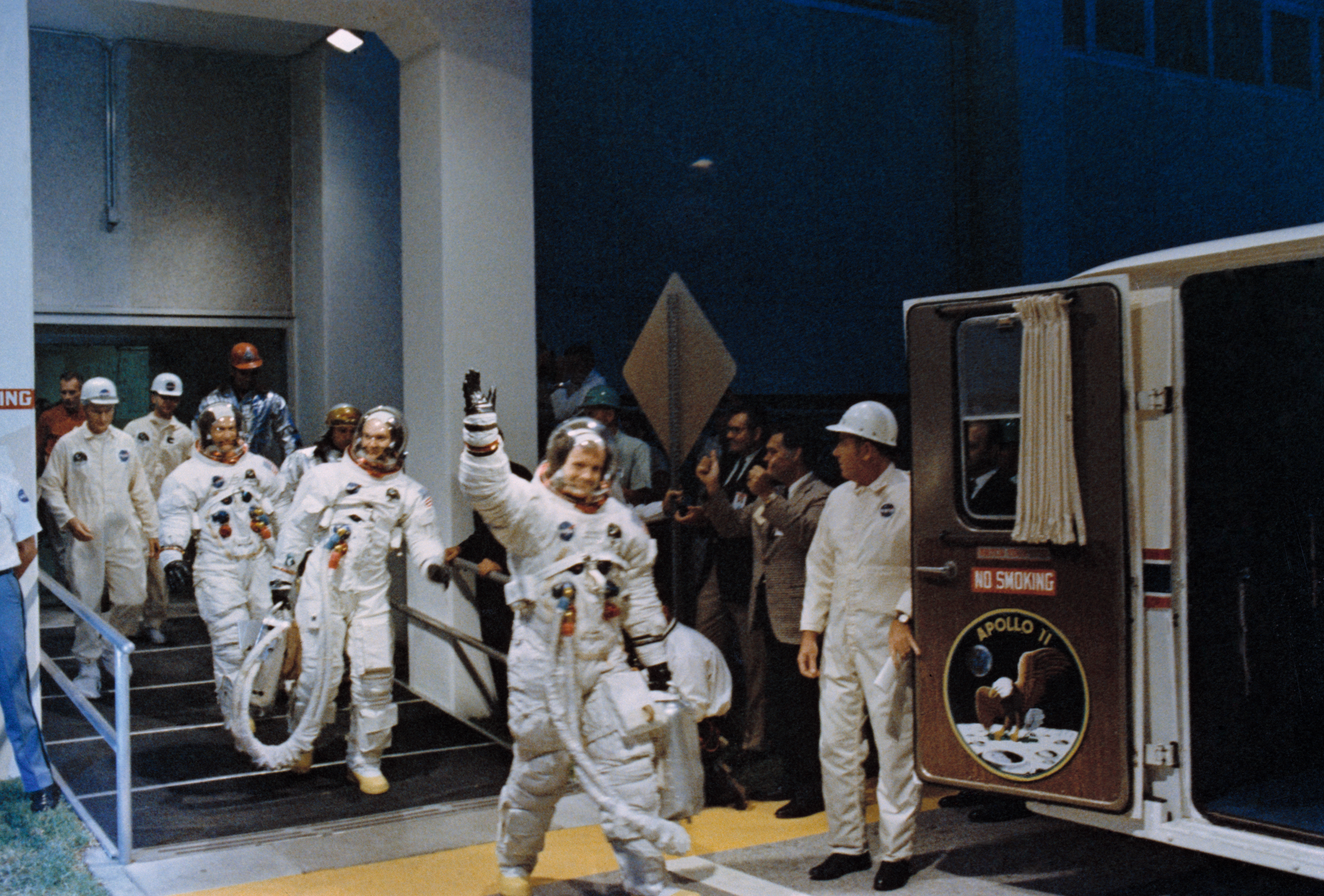
1969年7月16日の朝、アポロ11号の乗組員（ニール・アームストロング、マイケル・コリンズ、バズ・オルドリン）
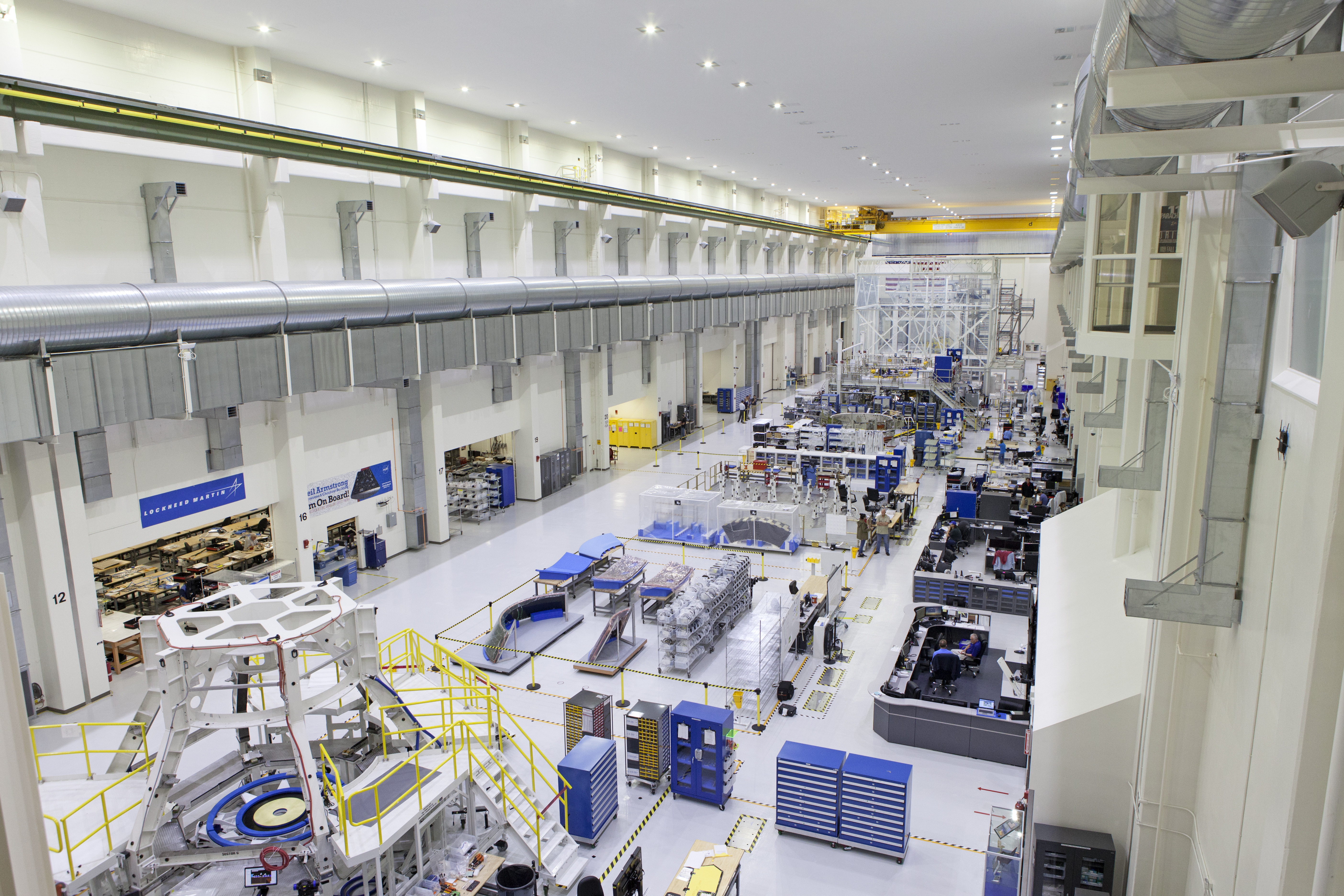
O&Cの宇宙船作業室
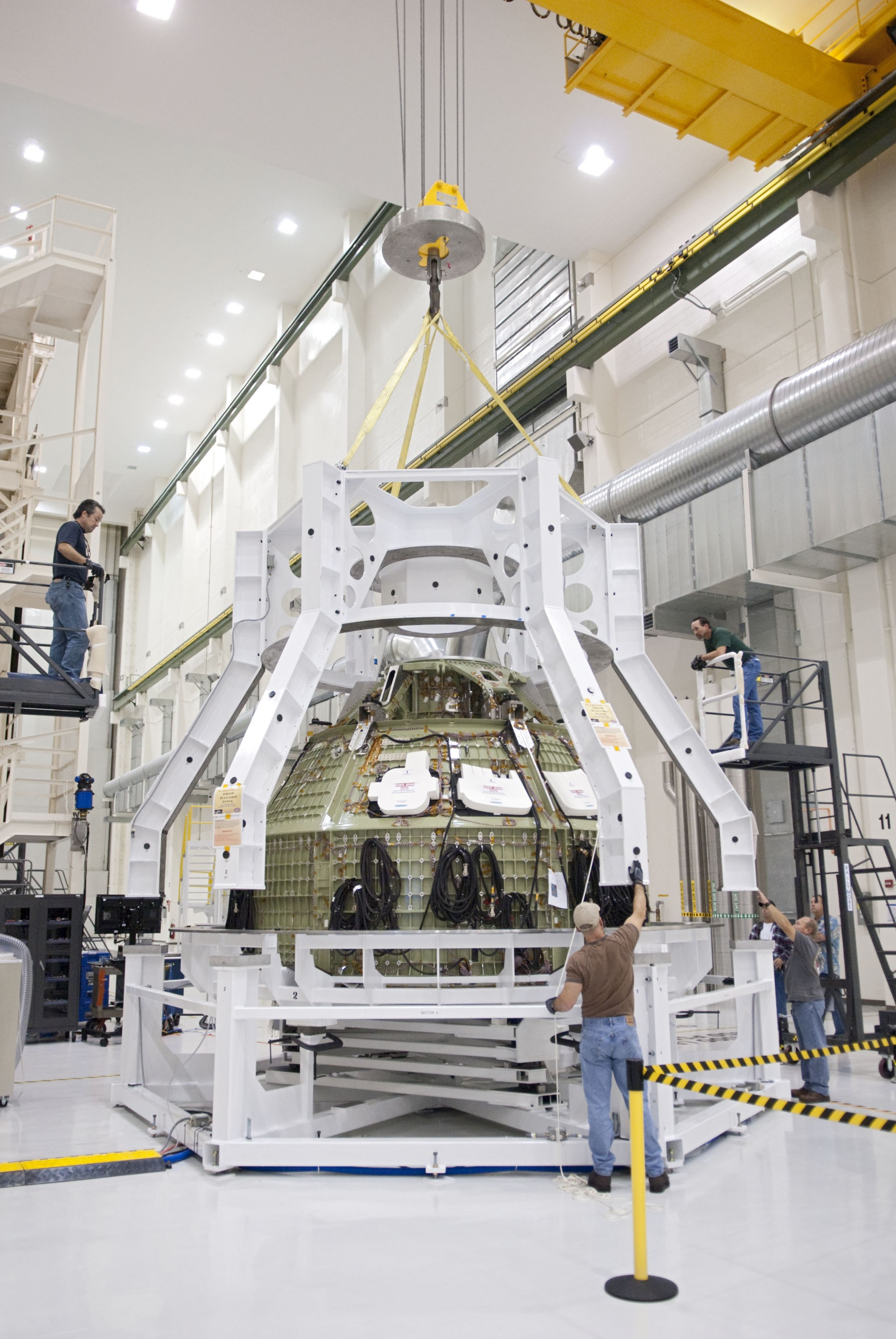
O&C作業室にあるオリオン宇宙船
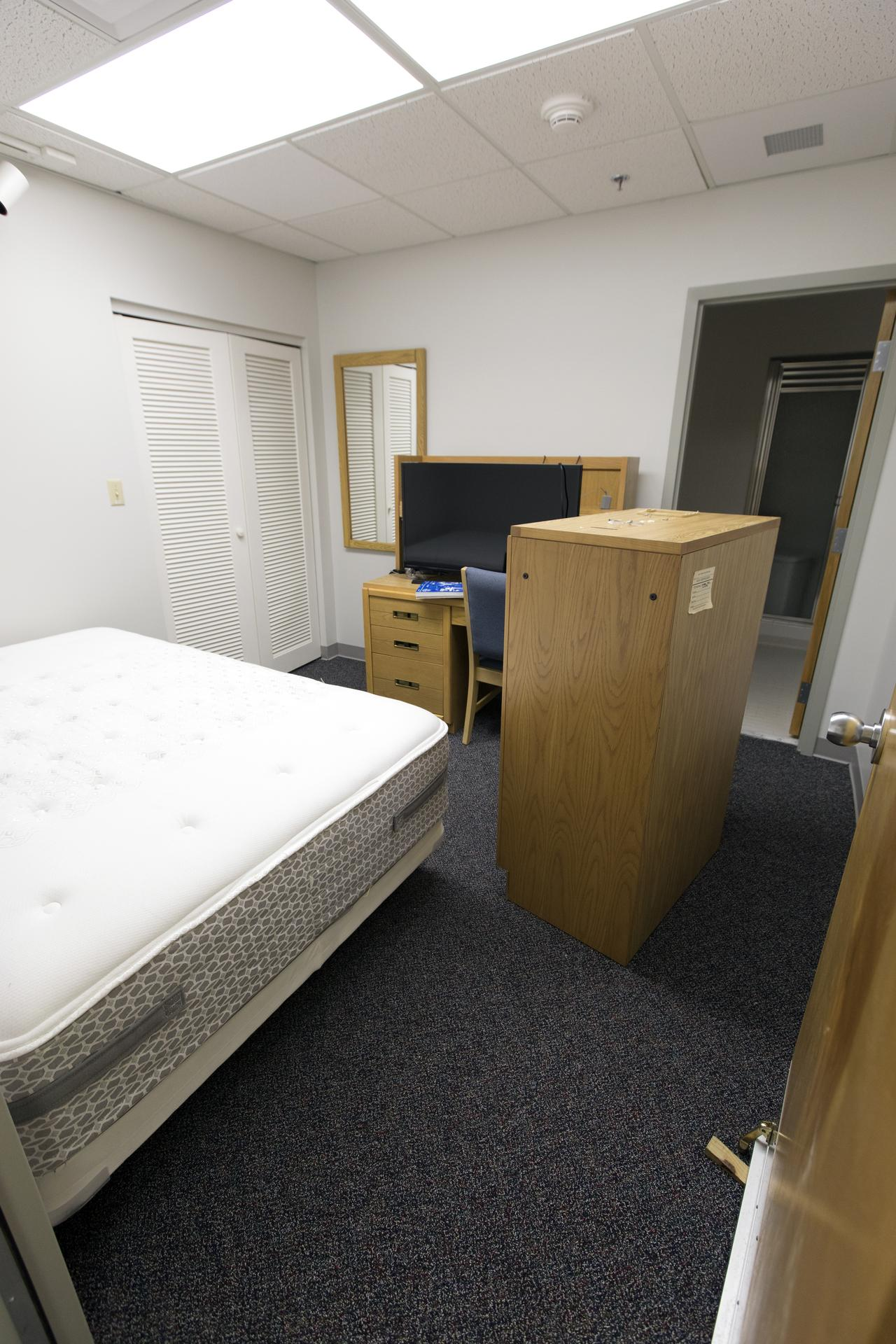
宇宙飛行士は、打ち上げ前にO&C内の寮で就寝する。（寝室は改装中の寝室）
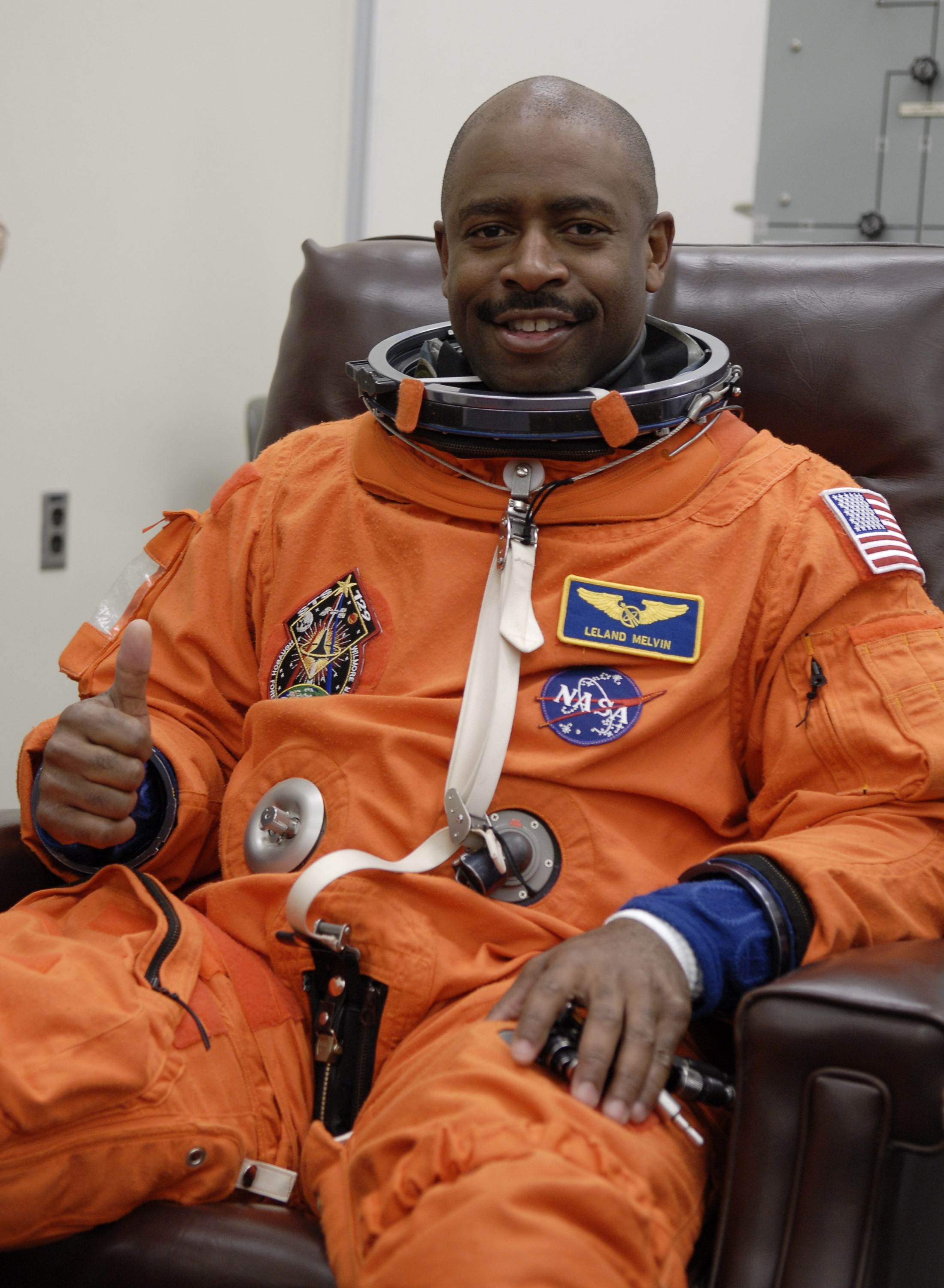
宇宙飛行士はO&C内でスーツアップし飛行準備をする。

## 参考資料
- Craig (2011年6月14日). “KSC Technical Capabilities: O&C Altitude Chambers”. NASA.gov. 2012年3月28日時点のオリジナルよりアーカイブ。2011年7月29日閲覧。
- Marconi, Elaine (2007-02-09). “NASA's next step to prepare for a new era of exploration”. Spaceport News (NASA) 46 (3) 2009年8月6日閲覧。.
- Slovinac (2009年12月). “Cape Canaveral Air Force Station, Launch Complex 39, Altitude Chambers”. Historic American Engineering Record.   Library of Congress. 2014年3月1日閲覧。[リンク切れ]
- Young (2007年1月24日). “NASA Invites Media to Ceremony Marking Transition to Constellation”. NASA.gov. 2009年8月6日閲覧。